# El árabe
El árabe é uma telenovela mexicana, produzida pela Televisa e exibida em 1980 pelo El Canal de las Estrellas.

## Elenco
- Enrique Lizalde - Ahmed Ben Hassan
- Julieta Egurrola - Diana Mayo
- Claudio Brook - Lord Saville
- Norma Lazareno - Zarda
- José Alonso - Ernesto
- Wally Barrón - Ibrahim Omar
- Oscar Servín - Enrique Gastón
- Dina de Marco - Yadira
- Sergio Zuani - Anuar
- Chela Nájera
- Guillermo Aguilar - Luis Mayo
- Eduardo Borja - Mustafa Alí
- Héctor Téllez - Yusef
- Santanon - Hassan
- Mario Lage - Abiud
- Ramón Ochoa - Karim
- Rubén Calderón - Illingworth
- Claudia Guzmán - Yazmín